# مارگارت (آلاباما)
مارگارت (به انگلیسی: Margaret) شهری در شهرستان سینت کلیر ایالت آلاباما است که مساحت آن ۲۵٫۴۷ کیلومتر مربع است و در سرشماری سال ۲۰۱۰ میلادی، ۴٬۴۲۸ نفر جمعیت داشته و تراکم جمعیتی آن، ۱۷۳٫۸۵ نفر در هر کیلومتر مربع بوده است.